# Jefferson Lerma
Jefferson Andrés Lerma Solís (El Cerrito, 1994. október 25. –) kolumbiai válogatott labdarúgó, a Crystal Palace játékosa.

## Pályafutása

### Klubcsapatban
Az Atlético Huila sajátnevelésű játékosa, 2013. március 30-án mutatkozott be a Millonarios ellen. 2015 augusztusában kölcsönbe került a spanyol Levante csapatához, majd még abban a hónapban az Las Palmas ellen be is mutatkozott. A szezon végén végleg megvásárolták. 2018. augusztus 7-én az angol Bournemouth csapatába igazolt.
2023. június 8-án a Crystal Palace szerződtette.

### A válogatottban
Részt vett a 2016-os olimpián, ahol a 7. helyen végeztek. A felnőtt válogatott tagjaként a 2018-as labdarúgó-világbajnokságon is részt vett.

## Statisztika
| Kolumbia | Kolumbia | Kolumbia |
| Év       | Mérk.    | Gólok    |
| -------- | -------- | -------- |
| 2017     | 2        | 0        |
| 2018     | 7        | 0        |
| Összesen | 9        | 0        |